# 谷口あかり
谷口 あかり（たにぐち あかり、1983年5月13日 - ）は、長崎県西海市出身のミュージカル女優、バレリーナ。

## 人物・略歴
曽祖父は生長の家創始者である谷口雅春、祖父は谷口清超（第2代総裁）、現総裁の谷口雅宣は伯父にあたる。
1992年に谷口バレエ研究所でバレエを習い始め、1997年、バレエ団えぽっくに入団。谷口登美子に師事。
2000年、玉川学園高等部を中退ロシアにバレエ留学。モスクワ国立アカデミー舞踊学校（ボリショイバレエ学校）に入学。2002年のNBAバレエコンクールジュニアの部で、6位入賞。
2003年にモスクワ国立アカデミー舞踊学校を卒業し、2004年にNBAバレエ団に入団。2005年第5回まちだ全国バレエコンクールシニアの部で入賞。2006年、第6回まちだ全国バレエコンクールシニアの部で、ベストまちだ賞を受賞。
2007年に劇団四季に入団。「ミュージカル李香蘭」で初舞台を踏む。2009年、ミュージカル「春のめざめ」初演時に、ヒロインのベンドラ役のオリジナルキャストの一人として名前が上がり、林香純に続き日本公演2代目ベンドラとして出演。
その他、「キャッツ」シラバブやランペルティーザ、「サウンド・オブ・ミュージック」リーズル、「マンマ・ミーア!」ソフィなどに抜擢されている。
コーラスライン2013年公演では、主要役の一人ディアナとしてデビュー。
2013年末で劇団四季を退団し、女優業を休業していたが、2015年に舞台女優としての活動を再開。ブロードウェイミュージカル『VIOLET』で日本初演のタイトルロールを務めるなど、舞台を中心に活動している。
2017年12月1日、前年より所属していたエーエムシーから、新しく開設したばかりの事務所・acaliに移籍。

## 劇団四季での出演作品
- ミュージカル李香蘭 - アンサンブル
- 赤毛のアン - ティリー
- キャッツ - シラバブ、ランペルティーザ
- 春のめざめ - ベンドラ
- 人間になりたがった猫 - ジリアン
- コーラスライン - マギー、ディアナ
- サウンド・オブ・ミュージック - リーズル
- マンマ・ミーア! - ソフィ・シェリダン
- アスペクツ・オブ・ラブ - ジェニー・ディリンガム
- ジョン万次郎の夢 - キン

## 劇団四季退団後の出演作品
- ミュージカル「ソーォス!」（2017年7月、全労済ホールスペース・ゼロ） - 吉田潤喜の次女エリカ
- ミュージカル｢KAGUYA｣    (2017年9月、ゆめまち劇場)
- ミュージカル｢オズの魔法使い｣  (2017年10月、ノクティーホール)
- SaGa THE STAGE ～七英雄の帰還～（2018年9月21日、埼玉:戸田市文化会館/2018年10月2日 - 8日、東京:シアター1010/2018年10月17日 - 21日、大阪:サンケイホールブリーゼ） - オアイーブ 役[2]
- ブロードウェイミュージカル『HiGH FIDeLITY』（2018年12月22日 - 25日、すみだパークスタジオ倉）ローラ 役[3]
- ソーホー・シンダーズ（2019年3月9日 - 21日、東京・よみうり大手町ホール / 23, 24日、大阪・森ノ宮ピロティホール / 26, 27日、石川・北國新聞赤羽ホール / 28日、愛知・刈谷市総合文化センター アイリス / 31日、神奈川・やまと芸術文化ホール メインホール） - マリリン・プラット 役[4]
- ダディ（2022年7月9日 - 27日、東京グローブ座 / 8月5日 - 7日、COOL JAPAN PARK OSAKA TTホール）[5]
- unrato#11「月の岬」（2024年2月23日 - 3月3日、東京芸術劇場 シアターウエスト）[6]
- ミュージカル「You Know Me 〜あなたとの旅〜」（2024年11月19日 - 24日、シアター代官山） - 百合絵の娘 役 他[7]
- ミュージカル「えんとつ町のプペル」（2025年8月9日 - 30日、KAAT神奈川芸術劇場） - ローラ 役[8]
- Song Storytelling in BAROOM「ピーター・パンとウェンディ」（2025年2月3日 - 9日、BAROOM） - ピーター・パン 役[9]
- ミュージカル「You Know Me〜あなたとの旅〜」（2025年11月〈予定〉、シアター代官山）[10]